# Meier + Cie
Die Meier + Cie AG Schaffhausen mit Sitz in der Altstadt von Schaffhausen ist das grösste Medienunternehmen im Kanton Schaffhausen. Das Unternehmen verlegt zahlreiche regionale und lokale Zeitungen, Zeitschriften und Magazine, Radio- und TV-Sender sowie mehrere Onlineplattformen. Bis im Jahr 2013 betrieb der Verlag auch einen eigenen Druckbereich. Die bekannteste Publikation aus dem Meier-Verlag sind die Schaffhauser Nachrichten, die einzige Tageszeitung der Region.

## Medien
Die Meier + Cie AG Schaffhausen deckt mit ihren lokalen und regionalen Publikationen den Kanton Schaffhausen sowie die angrenzenden Regionen ab. Das Unternehmen übernahm in den Jahren 2010 bis 2015 verschiedene lokale Titel und steht seitdem in seinem Einzugsgebiet nur noch beim Rundfunk in Konkurrenz zu anderen Medienhäusern.
2012 lancierte der Meier-Verlag die Neuhauser Woche für die Gemeinde Neuhausen am Rheinfall, nachdem die Vorgängerpublikation Rheinfall-Woche den Betrieb aus finanziellen Gründen einstellen musste. Als Verlag wurde zwar die Kuhn-Druck AG angegeben, die Redaktion der Zeitung und die Inserateakquisition wurden jedoch von der Meier + Cie AG Schaffhausen bestellt. Die Gemeinde Neuhausen finanzierte die Zeitung mit. Aufgrund mangelnder Kommerzialität und weil das Neuhauser Stimmvolk an der Urne eine Erhöhung des Unterstützungsbeitrags auf 85'000 Franken ablehnte, wurde die Neuhauser Woche Ende Juni 2017 wieder eingestellt.
Im Jahr 2014 legte die Meier + Cie AG Schaffhausen nach und kündigte für das neue Jahr eine Nachfolgepublikation des Thaynger Heimatblattes an, das dessen Betreiber aus Altersgründen nicht mehr weiterführen wollte. Auch die Gemeinde Thayngen beteiligt sich finanziell an der neuen Lokalzeitung Thaynger Anzeiger.
Ebenfalls im Jahr 2014 gab der Meier-Verlag eine weitere Übernahme im Klettgau bekannt. Bereits 2011 hatte der Inhaber der Klettgauer Zeitung aus Hallau die Verlagsrechte an die Herausgeberin der Schaffhauser Nachrichten verkauft. Der Meier-Verlag legte die Lokalzeitung aus dem Klettgau aber schon drei Jahre später mit der Schaffhauser Landzeitung aus dem Schleitheimer Verlag Stamm + Co. AG zusammen, welche wiederum 2008 aus dem Zusammenschluss des Schleitheimer Boten und des Anzeigers vom Oberklettgau entstanden war. Seit 2015 tritt die Meier + Cie AG Schaffhausen als Herausgeberin des Klettgauer Boten auf.
Die einstige Tochterfirma "SOBAG" welche Dienstleistungen im Online-Bereich erbrachte, fusionierte 2017 mit der Meier + Cie AG Schaffhausen und wurde fortan als eigene Abteilung weitergeführt. Aus der ehemaligen Webentwicklungsagentur SOBAG wurde anschliessend 2019 die neue Tochterfirma der Meier + Cie AG, die Meier AG Agentur für Kommunikation und Webentwicklung. Diese bietet u. a. Produkte und Dienstleistungen aus den Bereichen Webdesign, Webseiten, Applikationen, Kommunikation, PR, Beratung und Support.
Presseprodukte
- Schaffhauser Nachrichten (täglich)
- Klettgauer Bote (3× wöchentlich)
- Thaynger Anzeiger (1× wöchentlich)
- Steiner Anzeiger (1× wöchentlich)
- Schaffhauser Magazin (4× jährlich)
- Schaffhauser Wirtschaftsmagazin (4× jährlich)

Onlineplattformen
- www.shn.ch (News- und Serviceplattform der «Schaffhauser Nachrichten»)
- www.nordagenda.ch (regionale Veranstaltungsagenda)

Radio- und TV-Sender
- Radio Munot
- Schaffhauser Fernsehen

Services
- Meier AG Agentur für Kommunikation und Webentwicklung
- Schazo Schaffhauser Zustellorganisation

## Druck
Die Meier + Cie AG Schaffhausen war lange sowohl im Bogendruck als auch im Rotationsdruck aktiv. Die beiden Drucksparten wurden jedoch in den 2000er Jahren eingestellt.

### Bogendruck
In den Jahren 1971 bis 1975 errichtete der Verlag einen Neubau einer Offsetdruckerei und Buchbinderei in Feuerthalen, später wurde auch die Druckvorstufe vom Hauptsitz in Schaffhausen nach Feuerthalen verlegt.
Im Jahr 2003 kündigte die Meier + Cie AG Schaffhausen ein Joint-Venture mit der Druckerei Waser aus dem Medienkonzern Tamedia an. Daraus entstand die Meier Waser Druck AG mit Hauptsitz in Feuerthalen, der Sitz von Waser in Buchs wurde aufgegeben. Tamedia und die Meier + Cie AG Schaffhausen besassen jeweils einen 50-Prozent-Anteil.
Nachdem Tamedia im Jahr 2005 die Huber & Co. AG aus Frauenfeld aufgekauft hatte, übernahm der Medienkonzern Anfang 2006 80 Prozent des Aktienkapitals der Druckerei Meier Waser AG, die danach als Huber PrintPack AG auftrat und deren Hauptsitz nach Frauenfeld verlegt wurde. In Schaffhausen blieb lediglich eine Print-Agentur für die Marktbearbeitung, Kundenbetreuung und Druckvorstufe übrig, der Standort in Feuerthalen wurde geschlossen.
Bereits ein Jahr später, im September 2007, verlagerte Tamedia im Rahmen der Konsolidierung ihrer Drucksparte den Akzidenzdruck zur Druckerei Flawil AG und den Verpackungsdruck zur St. Galler K&D AG, womit die Huber PrintPack AG keine eigenen Aktivitäten mehr betrieb. Die Meier + Cie AG Schaffhausen verkaufte schliesslich ein weiteres Jahr später ihren verbliebenen 20-Prozent-Anteil an der Druckerei an Tamedia.

### Rotationsdruck
Neben dem Offsetdruck betrieb die Meier + Cie AG Schaffhausen eine weitere Druckerei, die ZDS Zeitungsdruck Schaffhausen AG. Diese wurde 1992 als Tochterunternehmen gegründet, damit die damaligen vier Schweizer Arbeiterzeitungen von Schaffhausen, Zürich, St. Gallen und Winterthur sich über deren Druckunternehmen Rotaz AG am Druckzentrum beteiligen konnten.
Die Rotaz AG hielt bei der Schliessung einen 10-Prozent-Anteil, die Meier + Cie AG Schaffhausen die restlichen 90 Prozent. Da die Rotationsdruckmaschine in die Jahre gekommen war und saniert oder ersetzt hätte werden müssen, stellte die ZDS Ende 2013 den Betrieb ein.

## Eigentumsverhältnisse

### Zusammensetzung des Gesellschaftskapitals
Hauptaktionär der Meier + Cie AG ist die Carl Oechslin Stiftung. Weitere Aktionäre sind:
- Vereinzelte Aktionäre aus der Familie Rapold und aus der Unternehmensführung
- Meier + Cie AG Schaffhausen
- Vorsorge-Finanzierungsfonds (VFF) der Meier + Cie AG Schaffhausen

### Beteiligungen
Die AG ist an folgenden Unternehmen beteiligt:
- Meier AG Agentur für Kommunikation und Webentwicklung
- Radio Munot Betriebs AG[14]
- Radio Munot Werbe AG
- Schaffhauser Fernsehen AG
- Schaffhauser Zustellorganisation Schazo AG (50 %)
- Verlag Schaffhauser Magazin AG
- Lokalinfo AG
- Streetlife Media AG
- Radio Seefunk

## Weblink
- Offizielle Website